# Яворівська сільська рада (Драбівський район)
Я́ворівська сільська́ ра́да — адміністративно-територіальна одиниця та орган місцевого самоврядування у Драбівському районі Черкаської області. Адміністративний центр — село Яворівка.

## Загальні відомості
- Населення ради: 895 осіб (станом на 2001 рік)

## Населені пункти
Сільській раді підпорядковані населені пункти:
- с. Яворівка
- с-ще Червона Дача

## Склад ради
Рада складається з 14 депутатів та голови.
- Голова ради: Ващенко Микола Іванович
- Секретар ради: Олефіренко Надія Григорівна

### Керівний склад попередніх скликань
| Прізвище, ім'я, по батькові | Основні відомості                                                         | Дата обрання | Дата звільнення |
| --------------------------- | ------------------------------------------------------------------------- | ------------ | --------------- |
| Рець Віра Дмитрівна         | Сільський голова, 1952 року народження, член Народної партії              | 26.03.2006   | 31.10.2010      |
| Ващенко Микола Іванович     | Сільський голова, 1964 року народження, освіта вища, член Партії регіонів | 31.10.2010   |                 |

Примітка: таблиця складена за даними сайту Верховної Ради України

### Депутати
За результатами місцевих виборів 2010 року депутатами ради стали:

#### За суб'єктами висування
| Суб'єкт висування                                       | Кількість обраних депутатів | %    |
| ------------------------------------------------------- | --------------------------- | ---- |
| Політична партія Всеукраїнське об'єднання «Батьківщина» | 7                           | 50   |
| Самовисування                                           | 6                           | 42,9 |
| Політична партія «Сильна Україна»                       | 1                           | 7,1  |

#### За округами
| № округу                                                | Прізвище, ім'я, по батькові         | Дата визнання обраним | Освіта             | Партійна приналежність                        | Відомості про обраного депутата                       |
| ------------------------------------------------------- | ----------------------------------- | --------------------- | ------------------ | --------------------------------------------- | ----------------------------------------------------- |
| Політична партія Всеукраїнське об'єднання «Батьківщина» |                                     |                       |                    |                                               |                                                       |
| 2                                                       | Капась Андрій Іванович              | 04.11.2010            | середня            | позапартійний                                 | тимчасово не працює                                   |
| 7                                                       | Луценко Володимир Миколайович       | 04.11.2010            | середня спеціальна | позапартійний                                 | тимчасово не працює                                   |
| 9                                                       | Шевченко Іван Володимирович         | 04.11.2010            | середня спеціальна | член Всеукраїнського об'єднання «Батьківщина» | тимчасово не працює                                   |
| 10                                                      | Янко Ольга Григорівна               | 04.11.2010            | середня            | позапартійна                                  | тимчасово не працює                                   |
| 12                                                      | Басанський Володимир Григорович     | 04.11.2010            | вища               | член Всеукраїнського об'єднання «Батьківщина» | Драбівський РВ УМВС, слідчий                          |
| 13                                                      | Басанська Раїса Олександрівна       | 04.11.2010            | середня спеціальна | позапартійна                                  | ВПЗ, начальник                                        |
| 14                                                      | Шаповал Віктор Миколайович          | 04.11.2010            | середня            | позапартійний                                 | СТОВ «Зерносервіс», механізатор                       |
| Політична партія «Сильна Україна»                       |                                     |                       |                    |                                               |                                                       |
| 5                                                       | Янко Надія Миколаївна               | 04.11.2010            | середня спеціальна | член Політичної партії «Сильна Україна»       | фермерське господарство «Злагода», головний бухгалтер |
| Самовисування                                           |                                     |                       |                    |                                               |                                                       |
| 1                                                       | Сентіщева Валентина Іванівна        | 04.11.2010            | середня спеціальна | член Народної партії                          | тимчасово не працює                                   |
| 3                                                       | Мороз Микола Михайлович             | 04.11.2010            | середня            | член Партії регіонів                          | тимчасово не працює                                   |
| 4                                                       | Олефіренко Надія Григорівна         | 04.11.2010            | середня спеціальна | член Народної партії                          | Яворівськасільська рада, секретар                     |
| 6                                                       | Герасименко Валентина Володимирівна | 04.11.2010            | вища               | член Партії регіонів                          | пенсіонер                                             |
| 8                                                       | Латиш Володимир Олександрович       | 04.11.2010            | середня            | член Партії регіонів                          | Яворівський НВК, кочегар                              |
| 11                                                      | Лопанська Валентина Іванівна        | 04.11.2010            | середня            | член Партії регіонів                          | Драбів територіальний центр, соціальний працівник     |